# 宋窑遗址
宋窑遗址位于广西壮族自治区柳州市柳城县，洛崖镇至凤山镇的融江沿岸。主要景点为柳城县城对岸的木桐，龙庆等遗址，为自治区重点文物保护单位。